# Robert Blackwell
Robert Alexander "Bumps" Blackwell, född 23 maj 1918 i Seattle, Washington, död 9 mars 1985 i Hacienda Heights, Kalifornien, var en amerikansk låtskrivare, musikproducent och arrangör. Han är mest känd för att ha arbetat med artister och musiker som Little Richard, Ray Charles, Quincy Jones, Lloyd Price, Sam Cooke, Herb Alpert, Larry Williams och Sly and the Family Stone vid början av deras karriärer.

## Diskografi (i urval)

### Som låtskrivare och producent
- 1956: "Long Tall Sally" (Blackwell, Johnson, Penniman)
- 1956: "Ready Teddy" (Blackwell, Marascalco)
- 1956: "Rip It Up" (Blackwell, Marascalco)
- 1958: "Good Golly, Miss Molly" (Blackwell, Marascalco)

### Som producent
- 1957: "You Send Me" (Sam Cooke)
- 1981: Shot of Love (Bob Dylan)